# Carl Adolph Ritter
Carl Adolph Ritter (* 5. März 1794 in Frankenstein; † 13. August 1863 in Kaiserslautern) war ein deutscher Gutsherr und liberaler Politiker. Er war 1849 kurzzeitig Abgeordneter der Frankfurter Nationalversammlung.

## Leben
Carl Adolph Ritter war Gutsbesitzer und Posthalter in Frankenstein. Ab 1830 war er auch Bürgermeister in Frankenstein. Ab 1831 war er Mitglied des pfälzischen Landrates und nahm 1832 am Hambacher Fest teil. Er war Förderer des Pressvereins und unterzeichnete 1832 die Knöbelsche Protestation und musste für einige Zeit seine Heimat verlassen, da ihm eine Verhaftung drohte.
Nach seiner Rückkehr beteiligte er sich am Bau der Ludwigseisenbahn von Nürnberg nach Fürth und später am Bau der Pfälzischen Ludwigsbahn.
Vom 13. bis zum 18. Juni 1849 gehörte er als Abgeordneter des Kaiserslauterer Wahlkreises der Frankfurter Nationalversammlung an.